# キムラ緑子
キムラ 緑子（キムラ みどりこ、本名:牧野 緑子（旧姓:木村）、1961年10月15日 - ）は、日本の女優。兵庫県洲本市出身。シス・カンパニー所属。夫は俳優で劇作家、脚本家、演出家のマキノノゾミ。

## 略歴・人物
兵庫県洲本市大野生まれ。洲本市立加茂小学校、洲本市立青雲中学校、兵庫県立洲本高等学校卒業。中学時代はテニス部、高校時代は剣道部に所属し、アイドルグループフォーリーブスの青山孝史に歓声を上げていた。
同志社女子大学学芸学部英文学科へ進学し、入学した時に友人となった女性が演劇少女だったため、「サークルの見学に行くからついてきて」と言われて初めて観たマキノノゾミのつかこうへいの舞台作品に衝撃を受け、姉妹校である同志社大学の演劇サークル「第三劇場」に入部。
大学卒業後は地元に帰るが、後につかこうへいに影響を受け、1984年に上京し、マキノノゾミが立ち上げた劇団「M.O.P.」の旗揚げに参加する。井上ひさし作品を中心に、2010年の「M.O.P.」解散まで看板女優として活躍した。2000年ころよりテレビドラマなど映像作品にも進出。近所のおばちゃんから貴婦人まで、印象の異なる役柄を自然に演じて、自分の個性を意識させずにあらゆる役に入り込むことから“カメレオン女優”とも称される。2013年に出演したNHK連続テレビ小説『ごちそうさん』で杏演じるヒロインのいけずな義姉・西門和枝役を演じて一躍注目を集めた。
「小さい頃は歌手になりたかった」と言うほど幼いころより歌が好きで、中学生時代には歌手に憧れて『スター誕生!』のオーディションを受け、中島みゆきの「時代」を歌い、最後の5人くらいまでに残ったが結局落選し、泣きながら帰宅した。2008年に放送作家・東野ひろあきの企画で15分ほどのステージに出演したのを契機に、ラスベガス生まれの日系三世の歌姫「ドリー・キムラ」に扮し、俳優の大谷亮介扮する「タニー・オータニ」とともに「ドリー&タニー」のユニット名で年に1回ほどのペースで芝居仕立ての音楽ライブをライブハウスにて開催、ジャズのスタンダードナンバーを関西弁にして歌うなど、その歌声を披露している。
私生活では、劇団「M.O.P.」主宰の劇作家・マキノノゾミとは、同志社大学と同志社女子大学で同じ劇団員であり1992年に結婚したが、2005年に円満離婚した。キムラが舞台公演で地方を回る際などマキノに猫を預けると猫がマキノに懐いたことから、「一緒に飼う」と再び同居、2010年に復縁し、現在に至る。
特技はピアノ、華道、剣道。

## 出演

### 舞台

#### 劇団M.O.P.作品
- さらば八月のうた（2010年、紀伊國屋ホール）

#### 外部作品
- 東京原子核クラブ（1997年） - 箕面富佐子 役
- 秋の歌（1997年） - 第32回紀伊國屋演劇賞 個人賞受賞
- 少年H（1999年） - 妹尾敏子 役
- 小林一茶（2005年） - 第12回読売演劇大賞 優秀女優賞受賞
- スウィーニー・トッド（2007年） - 乞食女 役
- その男（2009年4月、東京芸術劇場中ホール  5月、新歌舞伎座） - 秀 役[12]
- 夢の裂け目（2010年、新国立劇場 小劇場） - 紺野妙子 役
- 時計じかけのオレンジ（2011年、赤坂ACTシアター） - 老婆、ブラノム、母 ほか
- 雪やこんこん（2012年、紀伊國屋サザンシアター） - 佐藤和子 役
- ロミオ&ジュリエット（2012年、赤坂ACTシアター） - 乳母 役
- ロックオペラ モーツァルト（2013年、東急シアターオーブ） - セシリア 役
- 殺風景（2014年、シアターコクーン） - 大場節子 役 / 菊池君子 役
- 淑女のロマンス（2014年、紀伊國屋ホール）
- 喜劇 有頂天旅館（2015年、京都南座） - 女中頭信代 役
- レディエント・バーミン（2016年7月、シアタートラム）[13] - ミス・ディー 役
- 三婆（2016年11月、新橋演舞場） - 富田駒代 役[14]
- フェードル（2017年4月、シアターコクーン） - エノーヌ 役
- にんじん（2017年8月、新橋演舞場 9月、大阪松竹座） - ルピック夫人 役
- 喜劇 有頂天一座（2018年2月、新橋演舞場 大阪松竹座） - 朝霧小夜子 役
- 喜劇 有頂天団地（2018年12月、新橋演舞場  2019年1月、京都四条南座） - 徳永くに子 役
- 母と惑星について、および自転する女たちの記録（2019年3月、紀伊國屋ホール） - 辻峰子 役
- 三婆（2019年5月6月、大阪松竹座 7月、博多座） - 富田駒代 役
- 有頂天作家（2020年3月、新橋演舞場  4月、大阪松竹座） - 前田奈津 役（公演中止）
- フェードル（2021年1月、シアターコクーン） - エノーヌ 役
- ミュージカル ゴヤ -GOYA-（2021年4月、日生劇場 / 2021年5月、御園座） - マリア・ルイサ・デ・パルマ 役
- 友達 (2021年9月、新国立劇場) - 母 役
- 歌わせたい男たち（2022年11月 - 2023年2月、埼玉・東京・愛知・滋賀・山形・兵庫・長野・福岡・岩手）
- パラサイト（2023年6月5日 - 7月2日、THEATER MILANO-Za / 7月7日 - 17日、新歌舞伎座） - 安田玉子 役[15]
- トッツィー（2024年1月10日 - 30日、日生劇場 / 2月5日 - 19日、梅田芸術劇場 メインホール / 2月24日 - 3月3日、御園座 / 3月8日 - 24日、博多座 / 3月29日・30日、岡山芸術創造劇場） - リタ・マーシャル 役[16]
- 終わった人（2024年7月13日・14日、森ノ宮ピロティホール / 7月15日、兵庫県立芸術文化センター 阪急中ホール）[17]
  - 終わった人 2026年公演（2026年3月5日 - 4月5日、東京 他 地方公演）[18]
- 先生の背中〜ある映画監督の幻影的回想録〜（2025年6月8日 - 29日、PARCO劇場 / 2025年7月5日 - 7日、森ノ宮ピロティホール / 7月11日・12日、J:COM北九州芸術劇場 大ホール / 7月15日、市民会館シアーズホーム夢ホール / 7月19日・20日、東海市芸術劇場 大ホール）[19]
- わが歌ブギウギ-笠置シヅ子物語-（2026年1月2日 - 20日、三越劇場 / 1月24日 - 2月1日、南座） - 主演・笠置シヅ子 役[20]

### テレビドラマ

#### NHK
※特記以外は総合テレビ
- 一絃の琴（2000年）
- 連続テレビ小説
  - まんてん（2002年） - 黒田和枝 役
  - 純情きらり（2006年） - 西野シヅ子 役
  - ちりとてちん（2007年） - 菊江 役
  - ごちそうさん（2013年） - 山下（西門）和枝 役
  - 半分、青い。（2018年） - 藤村光江 役
  - おむすび（2024年） - 佐久間美佐江 役[21]
- 慶次郎縁側日記（2005年） - お露 役
- スロースタート（2007年） - 前田貴子 役
- クラシックミステリー 名曲探偵アマデウス（2008年、BS2・BShi） - 吹田奏子 役
- 桂ちづる診察日録（2010年） - お竹 役
- メイドインジャパン（2013年） - 西山美雪 役
- お父さんは二度死ぬ（2013年、BSP） - 金倉瑠唯 役
- ある日、アヒルバス（2015年、BSP） - 戸田夏美 役
- 破裂（2015年） - 須藤彰子 役
- 喧騒の街、静かな海（2016年） - 春日レイ子 役
- 夕凪の街 桜の国（2018年） - 平野フジミ 役
- ベトナムのひかり～僕が無償医療を始めた理由～（2019年） - 羽鳥和子 役
- 歪んだ波紋（2019年、BSP） - 安西峰子 役
- 心の傷を癒すということ（2020年） - 朴美里 役
- 白い濁流（2021年、BSP） ‐ 好並君枝 役
- 夜ドラ
  - あなたのブツが、ここに（2022年）- 山崎美里 役[22]
  - 事件は、その周りで起きている シリーズ2（2024年放送予定）[23]

#### 日本テレビ
- 夜逃げ屋本舗（2003年） - 宮島千秋
- 冬の運動会（2005年） - 船久保初江
- 二十四の瞳（2005年） - 村岡夫人 役
- サムライ・ハイスクール（2009年） - 望月圭子
- 遠まわりの雨（2010年） - 麗子ママ
- 悪夢ちゃん（2012年） - 甘澤龍子
- 雲の階段（2013年） - 垂水節子
- 偽装の夫婦（2015年） - 郷田照乃
- さよならドビュッシー 〜ピアニスト探偵 岬洋介〜（2016年） - 綴喜みち子
- ハケンの品格（2020年） - 井手美香
- 金曜ロードSHOW!特別ドラマ企画 北風と太陽の法廷（2017年） - 櫻川笙子

#### TBS
- 池袋ウエストゲートパーク（2000年） - 森永和範の母
- 月曜ミステリー劇場「世直し公務員 ザ・公証人」（2004年） - 中嶋彩子
- 冬の運動会（2005年） - 船久保初江
- ハタチの恋人（2007年） - 中島
- 女子刑務所東三号棟（2008年） - 寺田涼子
- そうか、もう君はいないのか（2009年） - 武田芳江
- スマイル（2009年） - 上倉暁子
- 月曜ゴールデン
  - 「女タクシードライバーの事件日誌」（2010年） - 安西美沙
  - 「猫弁」「死体の身代金」（2012年） - 仁科七重
  - 「猫弁」「猫弁と透明人間」（2013年） - 仁科七重
- 初秋（2011年） - 平山桜子
- 黒の女教師（2012年） - 安田瑠美子
- おやじの背中（2014年） - 川崎悦子
- 東京スカーレット〜警視庁NS係（2014年） - 出町いずみ
- このミステリーがすごい! ベストセラー作家からの挑戦状「冬、来たる」（2015年） - 春菜
- 陸王（2017年） - 飯山素子
- おカネの切れ目が恋のはじまり（2020年） - 猿渡菜々子[24]
- VIVANT（2023年） - 櫻井里美[25][26]
- わが家は楽し - カンナ 役（2025年3月13日）[27]

#### フジテレビ
- いつかまた逢える（1995年）
- 合い言葉は勇気（2000年） - 佐藤尚子
- スタアの恋（2001年） - 赤川冴子
- カバチタレ!（2001年） - 梅代
- 救命病棟24時（2001年） - 田中恭子
- Dr.コトー診療所（2004年） - 北見康代
- 離婚弁護士（2004年） - 白河亜希子
- WATER BOYS2（2004年） - 樫山礼子
- 人間の証明（2004年） - バーのママ
- ディビジョン1（2005年） - 佐野まさみ
- みんな昔は子供だった（2005年） - 野瀬優子
- 優しい時間（2005年） - 音成春子
- 日本の歴史（2005年） - 土田御前
- 世にも奇妙な物語 「命火」（2006年） - 岡本ゆかり
- ほんとにあった怖い話（2007年） - 水無月陽子
- 鹿男あをによし（2008年） - 前村さおり
- 愛馬物語（2008年） - 和子
- セレブと貧乏太郎（2008年） - 河田陽子
- ありふれた奇跡（2009年） - 安藤律子
- 不毛地帯（2010年） - 鮫島玲子
- コード・ブルー -ドクターヘリ緊急救命-（2010年） - 内藤妙子
- わが家の歴史（2010年）
- 愛はみえる〜全盲夫婦に宿った小さな命（2010年） - 金田美咲
- 流れ星（2010年） - 熱帯魚ショップ・AQUA PET JOY オーナー
- 絶対零度〜未解決事件特命捜査〜（2011年） - 福井正恵
- 蜜の味〜A Taste Of Honey〜（2011年） - 森本久子
- 金曜プレステージ
  - 「警察医・秋月桂の検死ファイル」（2012年） - 中村妙子
  - 「鬼女 (テレビドラマ)」（2013年） - 高瀬玲子
- ゴーイング マイ ホーム（2012年） - 小寺プロデューサー
- ストロベリーナイト アフター・ザ・インビジブルレイン（2013年） - 木暮景子
- SUMMER NUDE (テレビドラマ)（2013年） - 千代原郁代
- 医龍-Team Medical Dragon-4（2014年） - 猪原薫
- ゴーストライター（2015年） - 田浦美鈴
- 僕のヤバイ妻（2016年） - 鯨井有希
- FLY! BOYS, FLY! 僕たち、CAはじめました（2019年）-朝川美智
- やんごとなき一族 第9話（2022年6月16日）- 深山春菜 役[28]
- 金曜プレミアム
  - 「私という名の変奏曲」（2015年） - 太田道子

#### テレビ朝日
- 名奉行 遠山の金さん（1994年） - おくめ 役
- 天の瞳（2002年）
- 土曜ワイド劇場（いずれも朝日放送〈現：朝日放送テレビ〉制作回のみ出演）
  - 「ハラハラ刑事」（2005年） - 金村紀子 役
  - 「京都殺人案内」（2005年） - 藤尾佑子 役
  - 「デパート仕掛け人!天王寺珠美の殺人推理」（2008年） - 柏木志摩子 役
- 853〜刑事・加茂伸之介（2010年） - 石嶺貴子 役
- 警視庁取調官 落としの金七事件簿（2010年） - 佐久間はな 役
- お母さんの最後の一日（2010年） - 橘佳子 役
- 警視庁失踪課・高城賢吾スペシャル（2011年） - 井深咲江 役
- ドクターX〜外科医・大門未知子〜 第2話（2012年） - 安田昌代 役
- 実録ドラマスペシャル 女の犯罪ミステリー『福田和子 整形逃亡15年』（2016年） - とみ子 役[29]
- 就活家族〜きっと、うまくいく〜（2017年） - 夏野久美 役
- 奪い愛、冬（2017年） - 池内麻紀 役[30]
- 必殺仕事人シリーズ（朝日放送テレビ・テレビ朝日共同制作） - 綾小路てん 役
  - 必殺仕事人2019（2019年）
  - 必殺仕事人2020（2020年6月28日）
  - 必殺仕事人（2022年）
  - 必殺仕事人（2023年）
- 人類学者・岬久美子の殺人鑑定8（2019年） - 青嶋都和子 役
- ジャパニーズスタイル（2022年） - ナレーション
- ザ・トラベルナース 第2話（2022年） - 二階堂日向子 役

#### テレビ東京
- 水曜ミステリー9 激突!アラフィフ熟女刑事の事件簿（2015年） - 櫻井啓子 役
- 孤独のグルメ 大晦日スペシャル～食べ納め！瀬戸内出張編～（2017年12月31日　テレビ東京） - みっちゃん女将 役
- 娘の結婚（2018年） - 古市景子 役
- 人生最高の贈りもの（2021年） - 原口光代 役

#### WOWOW
- 孤高のメス（2019年） - 武井静
- 夜の道標 -ある容疑者を巡る記録-（2025年放送予定） - 阿久津栄子[31]

#### その他
- 大阪環状線 ひと駅ごとの愛物語 - Part2 - 第2話（2017年、関西テレビ） - 箕島昌子 役

### 配信ドラマ
- RETURN（2013年、UULA） - 御殿川亜芽 役

### 映画
- 極道の妻たち 三代目姐（1989年） - すぎ子（荒木太の妻）
- 新極道の妻たち（1991年） - 渡海由起
- 新極道の妻たち 覚悟しいや（1993年）
- 命（2002年） - 皆川
- 金融破滅ニッポン　桃源郷の人々（2002年） - 梅本房江
- 花とアリス（2003年） - 荒井友美
- アインシュタインガール（2005年） - 今西頼子
- パッチギ!（2005年） - アンソンとキョンジャの母
- 嫌われ松子の一生（2006年） - 川尻多恵
- おばちゃんチップス（2006年） - おゆき
- 天使の卵-エンジェルス・エッグ（2006年） - 斎藤彰子
- 松ヶ根乱射事件（2007年） - 鈴木みさ子
- アヒルと鴨のコインロッカー（2007年） - 椎名の母
- 神童（2007年） - 菊名正子
- 舞妓Haaaan!!!（2007年） - 良江
- パッチギ! LOVE&PEACE（2007年） - アンソンとキョンジャの母
- 歌謡曲だよ、人生は（2007年） - 大池はつ子
- 真木栗ノ穴（2008年） - 沖本シズエ
- ニセ札（2008年） - 敦子の母
- 百万円と苦虫女（2008年） - 佐藤鈴子の母
- プライド（2009年） - 緑川多美
- 感染列島（2009年） - 池畑実和
- 守護天使（2009年） - アケミママ
- 恋極星（2009年） - 施設の先生
- ディア・ドクター（2009年） - 迫田圭子
- おとうと（2010年） - 大原ひとみ
- パレード（2010年） - 女社長
- 日本のいちばん長い夏（2010年） - 楠政子
- おのぼり物語（2010年） - 片桐景子
- 神様ヘルプ!（2010年） - 並河幸子
- テルマエ・ロマエ（2012年） - 山越由美
  - テルマエ・ロマエII（2014年） - 山越由美
- わが母の記（2012年） - 伊上志賀子
- 人生、いろどり（2012年） - 料亭の女将
- マメシバ一郎 フーテンの芝二郎（2013年） - アケミ婆さん
- 俺俺（2013年） - 永野マサエ
- RETURN ハードバージョン（2013年） - 御殿川亜芽
- 悪夢ちゃん The 夢ovie（2014年） - 甘澤龍子
- 闇金ウシジマくん Part2（2014年） - 日野牧子
- 駆込み女と駆出し男（2015年） - お勝
- 海街diary（2015年） - 高野日出子
- 日本のいちばん長い日（2015年） ‐ 女中・絹子
- ぼくのおじさん（2016年） - 智子おばさん
- 続・深夜食堂（2016年） - 聖子
- 破門 ふたりのヤクビョーガミ（2017年） - 二宮悦子
- 関ヶ原（2017年） - 北政所[32]
- 祈りの幕が下りる時（2018年） - 浅居厚子
- 銀魂2 掟は破るためにこそある（2018年） - お登勢 役[33][34]
- 検察側の罪人（2018年）- 桜子
- SUNNY 強い気持ち・強い愛（2018年） ‐ 阿部奈美の母
- 泣くな赤鬼（2019年） - 斎藤智美
- すばらしき世界（2021年） - 下稲葉マス子 役[35]
- 劇場版 ラジエーションハウス（2022年） - 野山房子 役[36]
- MIRRORLIAR FILMS Season4『おとこのことを』（2022年）[37][38]
- 波紋（2023年） - 橋本昌子 役
- 大名倒産（2023年） - 天元屋のタツ 役[39]
- 花まんま（2025年） - 繁田房枝 役[40][41]

### 配信映画
- 赤ずきん、旅の途中で死体と出会う。（2023年9月14日配信、Netflix） - 魔法使い・バーバラ 役[42][43]

### 劇場アニメ
- 花とアリス殺人事件（2015年） - 荒井友美

### その他のテレビ番組
- いにしへ日和（2010年4月 - 、BS朝日）- 語り
- グレーテルのかまど（2011年10月 - 、NHK Eテレ） - かまど 役
  - グレーテルのかまど スピンオフドラマ パティシエ･ヘンゼル しあわせの魔法（2022年1月1日、NHK Eテレ） - 門真みどり 役[44]
  - グレーテルのかまど スピンオフドラマII パティシエ・ヘンゼル クリスマスの魔法（2022年12月21日、NHK Eテレ） - 門真みどり 役[45]
  - グレーテルのかまど スピンオフドラマIII パティシエ・ヘンゼル 時をかける魔法（2023年12月20日、NHK Eテレ） - 門真みどり 役[46]
- 日経スペシャル 夢織人〜小さなトップ企業〜（2015年4月 - 、BSジャパン） - ナレーション
- その原因、Xにあり!（2016年10月28日 - 2017年9月29日、フジテレビ） - 準レギュラー[47]
- 大改造!!劇的ビフォーアフター（2020年11月15日 - 、朝日放送テレビ） - ナレーション[48]
- 未病息災を願います（2024年8月25日、9月8日、2025年4月27日 - 、NHK Eテレ）

### CM
- 日本サラリー 芳香剤（2002年）
- 日産ドラマinドラマ（2012年） - 運転席の女 役
- アサヒ飲料 スパイラルグレープ（2014年）

## 作品

### CD
- Dolly & Tanny:Live（2014年3月3日、HOY-HOY Records、P15-0006）[注 1]

## 受賞歴
- 1993年 十三夜会賞 個人賞
- 第32回（1997年）紀伊国屋演劇賞 個人賞（戦後一幕物傑作選『秋の歌』における 水原一枝 の演技）
- 第12回（2005年）読売演劇大賞 優秀女優賞（シーエイティプロデュース『偶然の男』、新国立劇場『ヒトノカケラ』）